# Coppa dell'Unione Sovietica (rugby a 15)
La Soviet Cup era una competizione per club di rugby a 15, che disputava nell'Unione Sovietica tra il 1976 e il 1990.

## Risultati
| Anno | Vincitore            | risultato | finalista            |
| ---- | -------------------- | --------- | -------------------- |
| 1976 | VVA-Podmoskov'e      | 10 - 6    | Lok’omot’ivi Tbilisi |
| 1977 | Fili                 | 7 - 0     | Primorets            |
| 1978 | Lok’omot’ivi Tbilisi | 30 - 3    | Slava                |
| 1979 | Aviator Kiev         | 24 - 0    | KPI                  |
| 1980 | VVA-Podmoskov'e      | 19 - 6    | Lokomotiv Mosca      |
| 1981 | Slava                | 9 - 6     | Lokomotiv Mosca      |
| 1982 | Aviator Kiev         | 9 - 3     | VVA-Podmoskov'e      |
| 1983 | VVA-Podmoskov'e      | 12 - 3    | Slava                |
| 1984 | Aviator Kiev         | 15 - 9    | Slava                |
| 1985 | Slava                | 21 - 10   | Lokomotiv Mosca      |
| 1986 | VVA-Podmoskov'e      | 9 - 6     | Lokomotiv Mosca      |
| 1987 | AIA Kutaisi          | 12 - 3    | VVA-Podmoskov'e      |
| 1988 | Alma-Ata             | 12 - 6    | Slava                |
| 1989 | Slava                | 12 - 3    | Krasnyj Jar          |
| 1990 | AIA Kutaisi          | 13 - 10   | Alma-Ata             |